# Verel-Pragondran
Pour les articles homonymes, voir Verel.
Verel-Pragondran est une commune française située dans le département de la Savoie, en région Auvergne-Rhône-Alpes.

## Géographie

### Situation et description

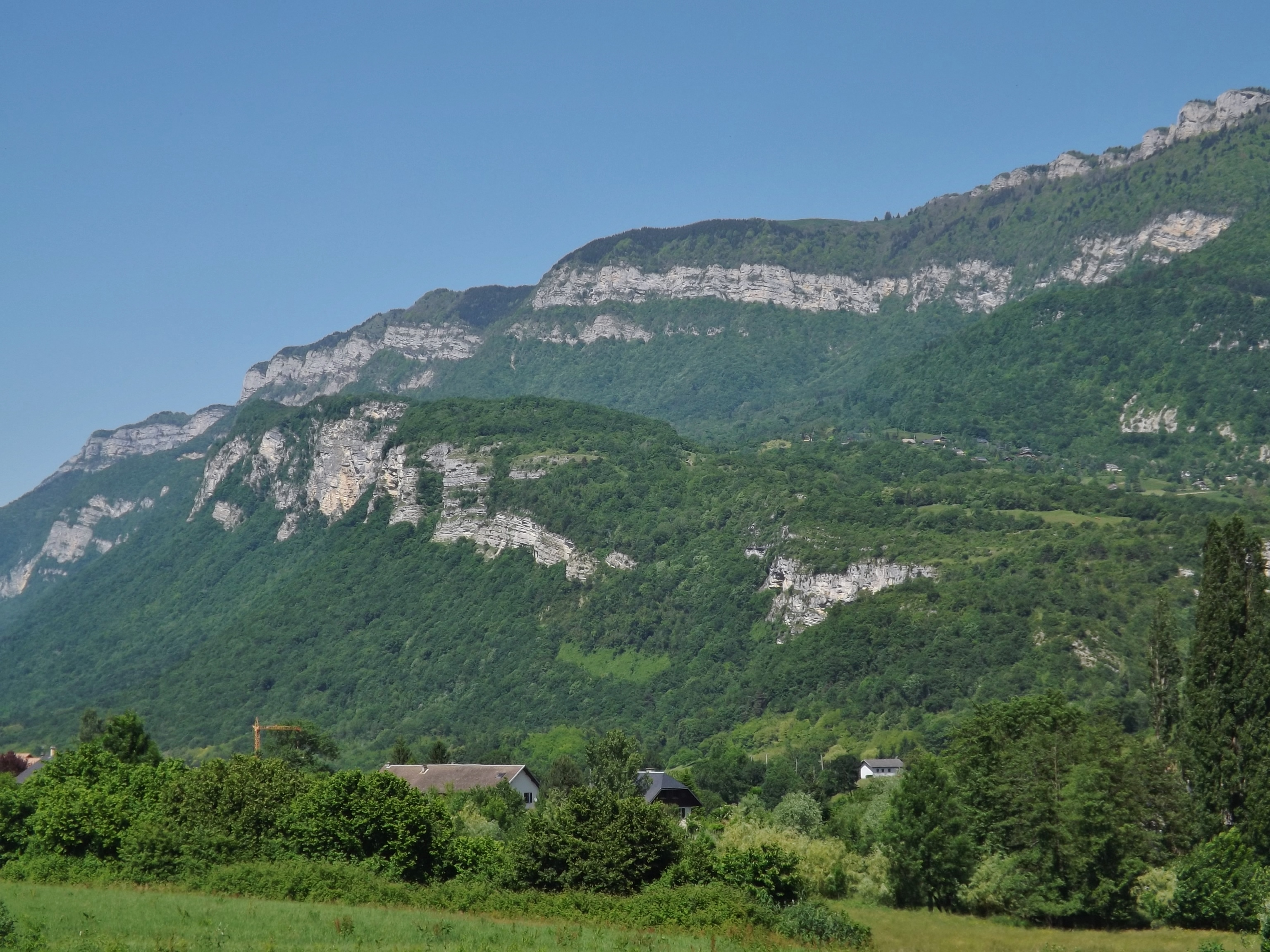
Plateau de Pragondran accolé au massif des Bauges, vu des Hauts-de-Chambéry.

La commune a une superficie de 6,53 km2 et son altitude varie de 432  à   1 500 mètres. Elle est située sur les hauteurs au nord-est de Chambéry, sur un plateau situé en contrebas du Nivolet dans le massif des Bauges. S'étendant selon un axe nord-sud, l'ouest de la commune est principalement délimité par des barres rocheuses donnant sur Sonnaz et Méry.

### Communes limitrophes
| Méry   | Drumettaz-Clarafond | Les Déserts        |
| Sonnaz | Verel-Pragondran    | Saint-Jean-d'Arvey |
|        | Saint-Alban-Leysse  |                    |

## Urbanisme

### Typologie
Au 1er janvier 2024, Verel-Pragondran est catégorisée commune rurale à habitat dispersé, selon la nouvelle grille communale de densité à sept niveaux définie par l'Insee en 2022.
Elle appartient à l'unité urbaine de Chambéry, une agglomération intra-départementale regroupant 35  communes, dont elle est une commune de la banlieue,,. Par ailleurs la commune fait partie de l'aire d'attraction de Chambéry, dont elle est une commune de la couronne,. Cette aire, qui regroupe 115 communes, est catégorisée dans les aires de 200 000 à moins de 700 000 habitants,.

### Occupation des sols

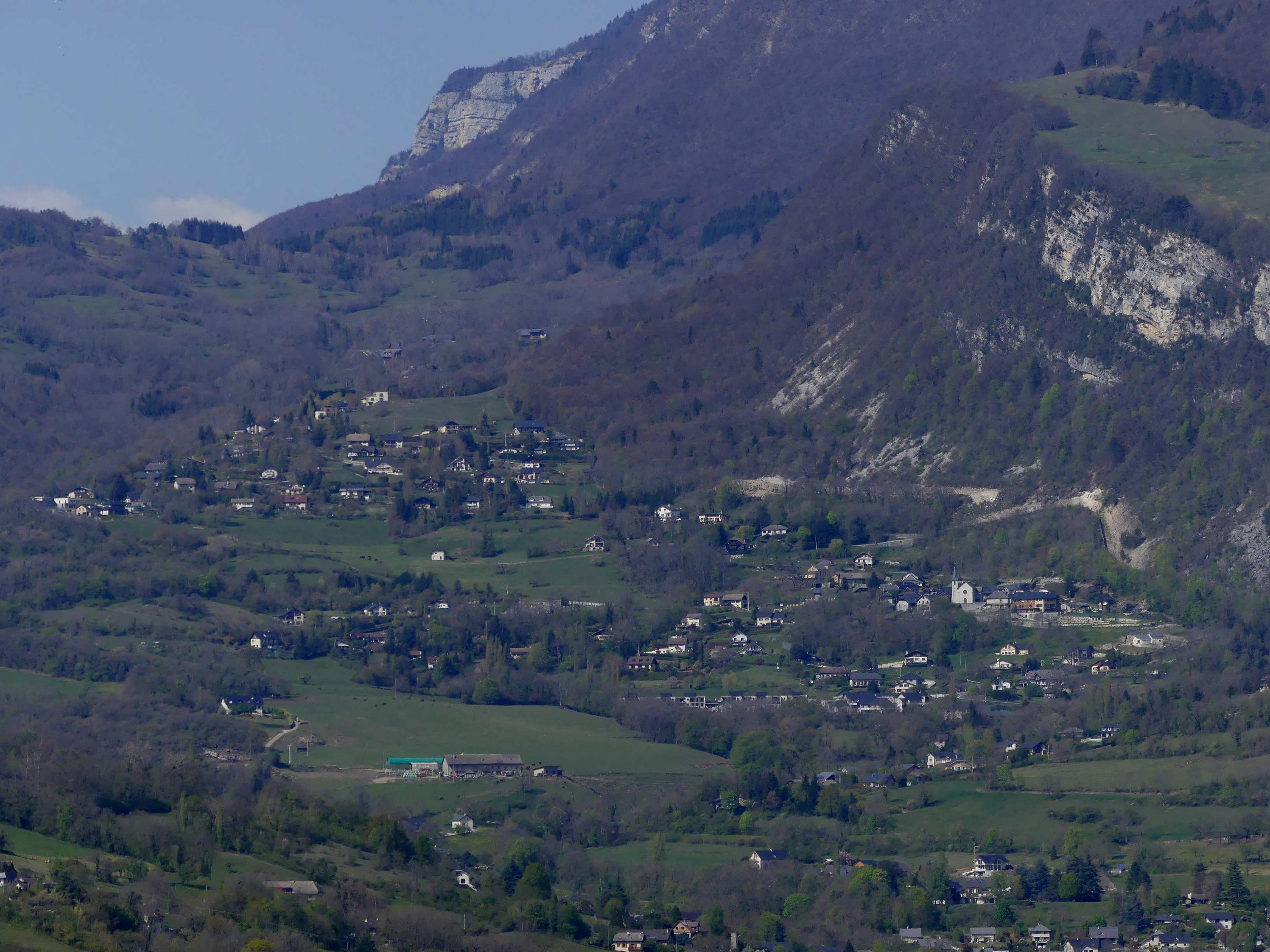
Plateau de Verel-Pragondran en direction du nord.

L'occupation des sols de la commune, telle qu'elle ressort de la base de données européenne d’occupation biophysique des sols Corine Land Cover (CLC), est marquée par l'importance des forêts et milieux semi-naturels (69 % en 2018), en diminution par rapport à 1990 (85,1 %). La répartition détaillée en 2018 est la suivante : 
forêts (64,3 %), prairies (16 %), zones urbanisées (7,8 %), zones agricoles hétérogènes (7,2 %), milieux à végétation arbustive et/ou herbacée (4,7 %).
L'IGN met par ailleurs à disposition un outil en ligne permettant de comparer l’évolution dans le temps de l’occupation des sols de la commune (ou de territoires à des échelles différentes). Plusieurs époques sont accessibles sous forme de cartes ou photos aériennes : la carte de Cassini (XVIIIe siècle), la carte d'état-major (1820-1866) et la période actuelle (1950 à aujourd'hui).

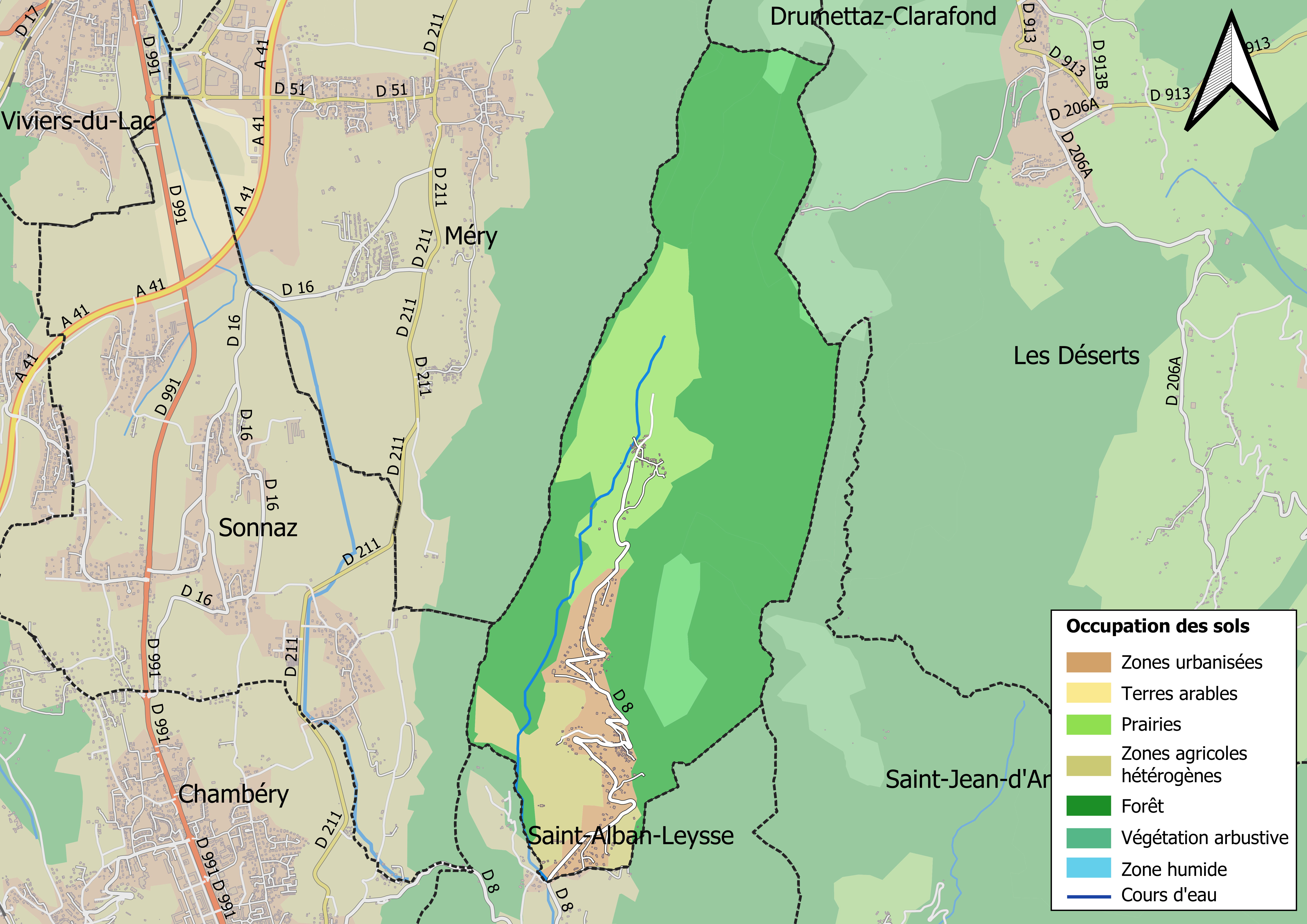
Carte des infrastructures et de l'occupation des sols en 2018 (CLC) de la commune.
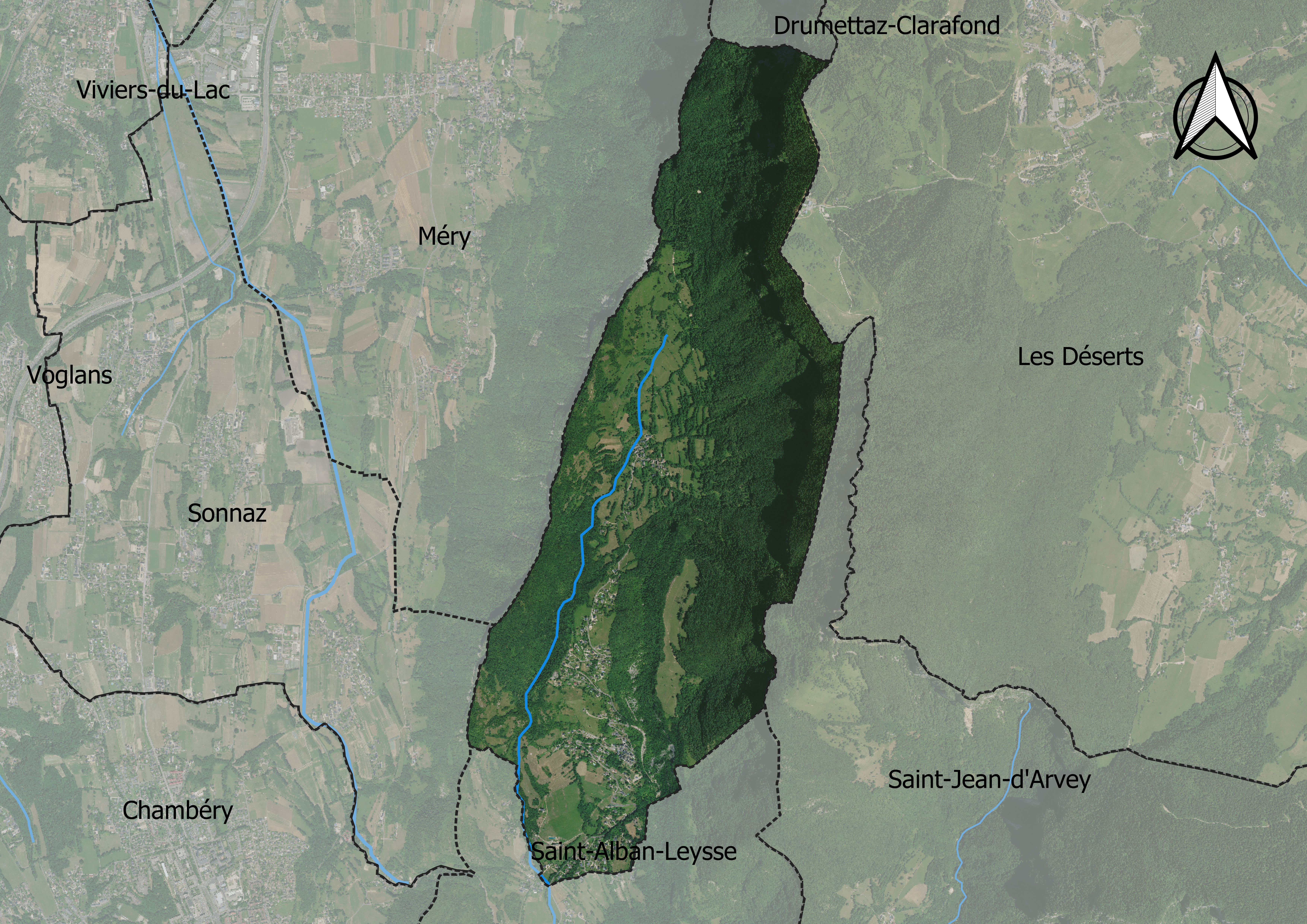
Carte orthophotogrammétrique de la commune.

## Toponymie
En francoprovençal, le nom de la commune s'écrit Veurè-Prâgondran, selon la graphie de Conflans.

## Politique et administration

### Administration municipale
Le conseil municipal de Verel-Pragondran se compose du maire, de 3 adjoints et de 7 conseillers municipaux.
Voici ci-dessous le partage des sièges au sein du conseil municipal :

### Tendances politiques et résultats
|                                 | 1er score | 1er score                                          | 2e score | 2e score                                | Participation |
| Élections européennes de 2014   |           | 24,54 % pour Jean-Marie Le Pen (FN)                |          | 23,20 % pour Renaud Muselier (UMP)      | 43,93 %       |
| Élections municipales de 2014   |           | 51,63 % pour Eric Madelon (SE)                     |          | 51,03 % pour Philippe Ogier (SE)        | 82,17 %       |
| Élections législatives de 2012  |           | 51,56 % pour Bernadette Laclais (PS)               |          | 48,44 % pour Christiane Brunet (DVD)    | 67,68 %       |
| Élection présidentielle de 2012 |           | 52,93 % pour Nicolas Sarkozy (UMP)                 |          | 47,07 % pour François Hollande (PS)     | 82,41 %       |
| Élections régionales de 2010    |           | 50,84 % pour Jean-Jack Queyranne (PS)              |          | 40,34 % pour Françoise Grossetête (UMP) | 62,76 %       |
| Élections cantonales de 2008    |           | 54,73 % pour Jean-Pierre Burdin (PRG) élu 1er tour |          | 29,39 % pour Christiane Nantois (DVD)   | 78,61 %       |

### Liste des maires
| Période                                  | Période                    | Identité            | Étiquette | Qualité                              |
| ---------------------------------------- | -------------------------- | ------------------- | --------- | ------------------------------------ |
| Les données manquantes sont à compléter. |                            |                     |           |                                      |
| 1983                                     | 1989                       | Claude Mudry        | ...       | ...                                  |
| 1989                                     | 1995                       | François Gallet     | ...       | ...                                  |
| 1995                                     | mars 2001                  | Philippe Rouard     | ...       | ...                                  |
| mars 2001                                | mars 2008                  | Luc Caillat         | MDC       | Vice-président de Chambéry métropole |
| mars 2008                                | octobre 2008               | Luc Caillat         | PS        | Vice-président de Chambéry métropole |
| octobre 2008                             | mars 2014                  | François Gallet     | UMP       | Vice-président de Chambéry métropole |
| mars 2014                                | En cours (au 30 juin 2020) | Jean-Pierre Coendoz |           |                                      |

## Population et société

### Démographie
L'évolution du nombre d'habitants est connue à travers les recensements de la population effectués dans la commune depuis 1793. Pour les communes de moins de 10 000 habitants, une enquête de recensement portant sur toute la population est réalisée tous les cinq ans, les populations de référence des années intermédiaires étant quant à elles estimées par interpolation ou extrapolation. Pour la commune, le premier recensement exhaustif entrant dans le cadre du nouveau dispositif a été réalisé en 2007.

En 2022, la commune comptait 586 habitants, en évolution de +25,75 % par rapport à 2016 (Savoie : +3,63 %, France hors Mayotte : +2,11 %).
| 1793 | 1800 | 1806 | 1822 | 1838 | 1848 | 1858 | 1861 | 1866 |
| ---- | ---- | ---- | ---- | ---- | ---- | ---- | ---- | ---- |
| 276  | 150  | 291  | 266  | 348  | 407  | 366  | 370  | 363  |

| 1872 | 1876 | 1881 | 1886 | 1891 | 1896 | 1901 | 1906 | 1911 |
| ---- | ---- | ---- | ---- | ---- | ---- | ---- | ---- | ---- |
| 353  | 377  | 414  | 354  | 309  | 292  | 265  | 267  | 247  |

| 1921 | 1926 | 1931 | 1936 | 1946 | 1954 | 1962 | 1968 | 1975 |
| ---- | ---- | ---- | ---- | ---- | ---- | ---- | ---- | ---- |
| 217  | 192  | 177  | 190  | 178  | 146  | 106  | 100  | 175  |

| 1982 | 1990 | 1999 | 2006 | 2007 | 2012 | 2017 | 2022 | - |
| ---- | ---- | ---- | ---- | ---- | ---- | ---- | ---- | - |
| 273  | 347  | 408  | 419  | 420  | 444  | 476  | 586  | - |

### Enseignement
La commune est rattachée à l'académie de Grenoble.

## Culture locale et patrimoine

### Lieux et monuments
- Église placée sous le patronage de l'Immaculée Conception. Le nouvel édifice, de style néoroman, est construit selon les plans de l'architecte des Bâtiments du département et architecte diocésain, Joseph Samuel Revel, en 1875. Il est consacré en 1880[13].

Dans la partie haute de Verel-Pragondran, à 900 m d'altitude, se trouve un site très apprécié de décollage pour parapentes.

### Activités et associations
Bien qu'étant une petite commune, celle-ci est dynamique et compte plusieurs associations : on peut citer les Barrotiers, association qui entretient les chemins de la commune, l'A2V (Association des Deux Villages), la Gymnastique Volontaire...
En bordure du relief, se trouve l'aire de décollage de Vérel-Pragondran destinée à la pratique du vol libre. Le site est géré par l'association Les Z'Éléphants Volants et fait partie du réseau officiel de la Fédération française de vol libre.

### La fête du pain
Traditionnellement, le dernier dimanche d'août, la commune organise la fête du Pain. Celle-ci se déroule près des deux anciens fours à pains de la commune, qui pour l'occasion sont allumés et utilisés pour confectionner des pains, des pizzas... qui seront vendus le jour même. C'est aussi l'occasion pour les petits et les grands de se distraire avec des jeux traditionnels, et de partager un repas ou un verre.

### Personnalités liées à la commune
Jean-Pierre Drivet (1942-2004), grand champion d'aviron, notamment médaillé d'argent en quatre de pointe sans barreur homme lors des championnats du monde de Lucerne en 1962, vécut dans la commune jusqu'à sa mort.